# 加普站
加普站是法国的一个铁路车站，位于法国东南部城市，上阿尔卑斯省的省会加普。

## 位置
加普站位于加普市区的东北部。车站大致呈西南-东北走向，开口朝东南。

## 停靠线路
以下列车线路在加普站停靠：
| 加普站列车线路表                   |                    |        |                 |              |
| 线路                               | 车种               | 上一站 | 下一站          | 大致运行频率 |
| 巴黎—布里扬松                      | INTERCITÉS de nuit | 韦讷   | 绍尔日          | 每天1趟      |
| 马赛—加普/布里扬松                 | TER                | 韦讷   | （终点）/绍尔日 | 每天5趟左右  |
| 罗芒-佩阿日堡/瓦朗斯—加普/布里扬松 | TER                | 韦讷   | （终点）/绍尔日 | 每天6趟左右  |
| 格勒诺布尔—加普                    | TER                | 韦讷   | （终点）        | 每天4趟左右  |
| 格勒诺布尔—布里扬松                | TER                | 韦讷   | 绍尔日          | 每天1~2趟    |
| 1.                                 |                    |        |                 |              |

## 配套交通

### 大巴车
加普站对应的大巴车上下车地点位于车站前方的空地上。
| 停靠加普站的大巴车 |                                    |                                                                |
| 上下车地点         | 运营单位                           | 主要目的地                                                     |
| 加普站             | 普罗旺斯城际客运 LER               | 布里扬松、巴瑟洛内特、马赛、艾克斯、迪涅莱班                   |
| 加普站             | 上阿尔卑斯省 城际客运 05 Voyageurs | 尚普索地区圣博内、绍尔日、拉索尔斯、韦讷、蓬迪福塞             |
| 加普站             | 伊泽尔省 城际客运 TransIsère       | - 4101线：格勒诺布尔                                           |
| 加普站             | SNCF                               | 当铁路线施工或罢工时，SNCF可能会提供途径该线路沿途站点的大巴车 |
| 1. 2. 3.           |                                    |                                                                |

### 市内交通
| 加普站附近的市内公共交通线路 |                                  | |
| 公交车站名称                 | 位置                             | 停靠线路 |
| Gare SNCF                    | 加普站前方大约80米处的福煦大道上 | - 2路（由西向东单向）：莫利讷 ↔ 莱迪吉埃 - 4路：博沙托 ↔ 圣让 - 8路：博沙托 ↔ 大地 - 9路：福尔德塞尔 ↔ 罗梅特市政府 |
| 1.                           |                                  | |

## 临近车站
| 加普站（Gare de Gap）          |                   |                   |
| 上行车站                       | 线路              | 下行车站          |
| 韦讷-代沃吕站 26.3km ←         | 韦讷—布里扬松铁路 | 绍尔日站 → 16.1km |
| - 本表仅显示运营中的线路及车站 |                   |                   |